# Оушен-Сіті (Флорида)
Оушен-Сіті (англ. Ocean City) — переписна місцевість (CDP) в США, в окрузі Окалуса штату Флорида. Населення — 6314 особи (2020).

## Географія
Оушен-Сіті розташований за координатами 30°26′23″ пн. ш. 86°36′26″ зх. д. / 30.43972° пн. ш. 86.60722° зх. д. (30.439857, -86.607246).  За даними Бюро перепису населення США в 2010 році переписна місцевість мала площу 5,34 км², з яких 4,06 км² — суходіл та 1,28 км² — водойми.

## Демографія
Згідно з переписом 2010 року, у переписній місцевості мешкало 5550 осіб у 2394 домогосподарствах у складі 1403 родин. Густота населення становила 1040 осіб/км².  Було 2726 помешкань (511/км²).
Расовий склад населення:
| - 77,4 % — білих - 9,0 % — чорних або афроамериканців - 3,9 % — азіатів - 0,9 % — корінних американців - 0,2 % — вихідців з тихоокеанських островів - 3,8 % — осіб інших рас |

До двох чи більше рас належало 4,7 %. Частка іспаномовних становила 10,1 % від усіх жителів.
За віковим діапазоном населення розподілялося таким чином: 20,7 % — особи молодші 18 років, 64,6 % — особи у віці 18—64 років, 14,7 % — особи у віці 65 років та старші. Медіана віку мешканця становила 39,4 року. На 100 осіб жіночої статі у переписній місцевості припадало 94,3 чоловіків;  на 100 жінок у віці від 18 років та старших — 94,0 чоловіків також старших 18 років.
Середній дохід на одне домашнє господарство  становив 61 041 долар США (медіана — 52 743), а середній дохід на одну сім'ю — 74 482 долари (медіана — 65 273). Медіана доходів становила 46 471 долар для чоловіків та 31 696 доларів для жінок. За межею бідності перебувало 12,1 % осіб, у тому числі 16,5 % дітей у віці до 18 років та 6,9 % осіб у віці 65 років та старших.
Цивільне працевлаштоване населення становило 2848 осіб. Основні галузі зайнятості: мистецтво, розваги та відпочинок — 22,2 %, роздрібна торгівля — 17,0 %, освіта, охорона здоров'я та соціальна допомога — 11,1 %, публічна адміністрація — 10,3 %.